# Villa Loviseberg
Villa Loviseberg  är en privatvilla vid Lovisebergsstigen 1 på Ulriksdals slotts område i Solna kommun. Villan ligger på slottsfastigheten Ulriksdal 2:3 som är ett statligt byggnadsminne sedan år 1935.

## Bakgrund
Loviseberg är en av flera kulturhistorisk intressanta villor belägna mellan Slottsallén och Edsviken. Dessa hus beboddes ursprungligen av slottets betjäning och är fortfarande huvudsakligen hyresbostäder för kungliga hovets personal. Många av de till husen hörande stall och ekonomibyggnader byggdes under 1900-talet om till bostäder. Några villor friköptes även och blev privatägda, ibland i kombination med någon mindre verksamhet. 

## Byggnadsbeskrivning
Loviseberg uppfördes som sommarvilla 1862–1864 och byggdes vid sekelskiftet 1900 om för att bli permanentbostad. Byggnaden består av en huvuddel i två våningar och därifrån utstickande två olika långa flyglar i en våning. Fasaderna gestaltades i amerikanska stick style och kännetecknas av avancerad panelarkitektur under plåttäckta sadeltak. Takens gavelspetsar är smyckade med akroterier. Fasaderna är målade i två kulörer: ljusgul panel med något mörkare detaljer. Verandan mot Edsviken har enastående lövsågerier. Till anläggningen hörde ursprungligen en personalbostad och en trädgårdsmästarbostad båda från 1860-talet, samt ytterligare ett bostadshus från 1800-talets slut.
Villa Loviseberg köptes år 2021 av statens fastighetsverk, enligt senare uppgift för att användas som evakueringsbostad för Statsministern i samband med att Kvarteret Lejonet, där statsministerbostaden Sagerska Huset är beläget, ska renoveras.